# Woodford (Vermont)
Woodford és una població dels Estats Units a l'estat de Vermont. Segons el cens del 2000 tenia 414 habitants.

## Demografia
Segons el cens del 2000, Woodford tenia 414 habitants, 172 habitatges, i 115 famílies. La densitat de població era de 3,4 habitants per km².
Dels 172 habitatges en un 29,7% hi vivien nens de menys de 18 anys, en un 52,9% hi vivien parelles casades, en un 9,9% dones solteres, i en un 33,1% no eren unitats familiars. En el 22,1% dels habitatges hi vivien persones soles el 6,4% de les quals corresponia a persones de 65 anys o més que vivien soles. El nombre mitjà de persones vivint en cada habitatge era de 2,41 i el nombre mitjà de persones que vivien en cada família era de 2,85.
Per edats la població es repartia de la següent manera: un 21,7% tenia menys de 18 anys, un 8,2% entre 18 i 24, un 31,6% entre 25 i 44, un 27,8% de 45 a 60 i un 10,6% 65 anys o més.
L'edat mediana era de 40 anys. Per cada 100 dones de 18 o més anys hi havia 100 homes.
La renda mediana per habitatge era de 33.929 $ i la renda mediana per família de 36.944 $. Els homes tenien una renda mediana de 29.063 $ mentre que les dones 24.688 $. La renda per capita de la població era de 17.752 $. Entorn de l'11% de les famílies i el 16,6% de la població estaven per davall del llindar de pobresa.